# Urbana vila
Urbana vila (na latinskom gradska vila) je starorimski kompleks zgrada. Bila je mesto gde je živeo vlasnik sa svojom porodicom. Zidovi su bili oslikani, a podovi prekriveni umetničkim mozaicima. Klasična arheologija razlikuje urbanu vilu od vile rustike.
Prema Pliniju Starijem, urbana vila bila je boravište u prirodi do koje je bilo lako doći iz Rima ili nekog drugog grada.